# Sprinteuropamästerskapen i kanotsport 2007
Sprinteuropamästerskapen i kanotsport 2007 anordnades i Pontevedra, Spanien. 

## Medaljsummering

### Medaljtabell

#### Kanot och kajak
| Pl. | Nation         | Guld | Silver | Brons | Totalt |
| --- | -------------- | ---- | ------ | ----- | ------ |
| 1   | Tyskland       | 8    | 4      | 3     | 15     |
| 2   | Ungern         | 6    | 7      | 7     | 20     |
| 3   | Belarus        | 4    | 4      | 1     | 9      |
| 4   | Slovakien      | 2    | 1      | 0     | 3      |
| 5   | Litauen        | 2    | 0      | 0     | 2      |
| 6   | Ryssland       | 1    | 5      | 0     | 6      |
| 7   | Sverige        | 1    | 1      | 2     | 4      |
| 8   | Storbritannien | 1    | 1      | 0     | 2      |
| 9   | Serbien        | 1    | 0      | 1     | 2      |
| 10  | Norge          | 1    | 0      | 0     | 1      |
| 11  | Polen          | 0    | 3      | 5     | 8      |
| 12  | Finland        | 0    | 1      | 1     | 2      |
| 13  | Ukraina        | 0    | 0      | 2     | 2      |
| 13  | Spanien        | 0    | 0      | 2     | 2      |
| 15  | Italien        | 0    | 0      | 1     | 1      |
| 15  | Rumänien       | 0    | 0      | 1     | 1      |
| 15  | Frankrike      | 0    | 0      | 1     | 1      |

### Herrar
| Gren      | Guld                                                                                           | Tid      | Silver                                                                                     | Tid      | Brons                                                                   | Tid      |
| C-1 200m  | Jevgenij Šuklin                                                                                | 41,969   | Maksim Opalev                                                                              | 42,092   | Jurij Tjeban                                                            | 42,132   |
| C-1 500m  | Andreas Dittmer                                                                                | 1:54,540 | Nikolaj Lipkin                                                                             | 1:54,613 | David Cal Figueroa                                                      | 1:55,733 |
| C-1 1000m | Attila Vajda                                                                                   | 4:04,429 | Maksim Opalev                                                                              | 4:07,712 | David Cal Figueroa                                                      | 4:08,676 |
| C-2 200m  | Litauen Tomas Gadeikis Raimundas Labuckas                                                      | 38,389   | Ryssland Jevgenij Ignatov Ivan Sjtyl                                                       | 38,690   | Tyskland Tomasz Wylenzek Christian Gille                                | 38,973   |
| C-2 500m  | Belarus Aliaksandr Bahdanovitj Andrej Bahdanovitj                                              | 1:59,188 | Ryssland Sergej Ulegin Alexander Kostoglod                                                 | 1:59,818 | Ungern György Kozmann György Kolonics                                   | 2:00,454 |
| C-2 1000m | Tyskland Christian Gille Tomasz Wylenzek                                                       | 3:48,304 | Ungern György Kozmann György Kolonics                                                      | 3:48,574 | Belarus Andrej Bahdanovitj Aliaksandr Bahdanovitj                       | 3:50,087 |
| C-4 200m  | Ryssland Nikolaj Lipkin Jevgenij Dorochin Jevgenij Ignatov Ivan Sjtyl                          | 35,150   | Belarus Konstantin Sjtjarbak Dzmitrij Rabtjanka Dzmitrij Vaitsisjkin Aleksandr Vauchetskij | 35,456   | Ungern Márton Joób Pál Sarudi Gábor Horváth Péter Balázs                | 35,889   |
| C-4 500m  | Belarus Aliaksandr Bahdanovitj Andrej Bahdanovitj Aliaksandr Zjukouski Aliaksandr Kurliandtjyk | 1:38,376 | Polen Marcin Grzybowski Łukasz Woszczyński Arkadiusz Tonski Paweł Skowroński               | 1:39,286 | Tyskland Thomas Lück Stefan Holtz Robert Nuck Sebastian Brendel         | 1:39,359 |
| C-4 1000m | Belarus Aleksandr Vauchetskij Dzmitrij Rabtjanka Dzmitrij Vaitsisjkin Konstantin Sjtjarbak     | 3:30,666 | Ungern Márton Metka Róbert Mike Gábor Balázs Mátyás Sáfrán                                 | 3:31,229 | Rumänien Nicolae Flocea Silviu Simioncencu Andrei Cuculici Josif Chirlǎ | 3:34,439 |
| K-1 200m  | Jonas Ems                                                                                      | 36,796   | Marek Twardowski                                                                           | 37,119   | Gergely Gyertyános                                                      | 37,432   |
| K-1 500m  | Tim Brabants                                                                                   | 1:42,653 | Anders Gustafsson                                                                          | 1:42,905 | Marek Twardowski                                                        | 1:43,450 |
| K-1 1000m | Eirik Verås Larsen                                                                             | 3:39,179 | Tim Brabants                                                                               | 3:40,342 | Zoltán Benkő                                                            | 3:41,742 |
| K-2 200m  | Belarus Vadzim Machneu Raman Piatrusjenka                                                      | 33,664   | Tyskland Tim Wieskötter Ronald Rauhe                                                       | 33,669   | Serbien Ognjen Filipović Dragan Zorić                                   | 33,915   |
| K-2 500m  | Tyskland Tim Wieskötter Ronald Rauhe                                                           | 1:33,906 | Belarus Vadzim Machneu Raman Piatrusjenka                                                  | 1:34,436 | Polen Adam Wysocki Tomasz Mendelski                                     | 1:36,235 |
| K-2 1000m | Ungern Gábor Kucsera Zoltán Kammerer                                                           | 3:21,174 | Tyskland Rupert Wagner Andreas Ihle                                                        | 3:21,867 | Frankrike Cyrille Carre Philippe Colin                                  | 3:21,957 |
| K-4 200m  | Serbien Ognjen Filipović Dragan Zorić Bora Sibinkić Milan Đenadić                              | 31,088   | Belarus Raman Piatrusjenka Aliaksei Abalmasau Dziamjan Turtjyn Vadzim Machneu              | 31,498   | Ungern Viktor Kadler Gergely Gyertyános Balázs Babella István Beé       | 31,708   |
| K-4 500m  | Slovakien Juraj Tarr Richard Riszdorfer Michal Riszdorfer Erik Vlček                           | 1:25,210 | Belarus Ruslan Bichan Dzianis Zjyhadla Siarhei Findziukevitj Stanislau Streltjanka         | 1:26,729 | Ungern Attila Csamango Gábor Bozsik Attila Boros Márton Sík             | 1:26,829 |
| K-4 1000m | Slovakien Richard Riszdorfer Michal Riszdorfer Erik Vlček Juraj Tarr                           | 3:02,812 | Ungern Ákos Vereckei Roland Kökény Gábor Horváth Lajos Gyökös                              | 3:03,372 | Polen Marek Twardowski Adam Seroczyński Tomasz Mendelski Adam Wysocki   | 3:03,812 |

### Damer
| Gren      | Guld                                                                         | Tid      | Silver                                                            | Tid      | Brons                                                                            | Tid      |
| K-1 200m  | Nataša Janić                                                                 | 42,459   | Anne Rikala                                                       | 43,448   | Inna Osypenko-Radomska                                                           | 43,468   |
| K-1 500m  | Katrin Wagner-Augustin                                                       | 1:53,985 | Katalin Kovács                                                    | 1:54,598 | Anne Rikala                                                                      | 1:55,218 |
| K-1 1000m | Sofia Paldanius                                                              | 4:08,410 | Katalin Kovács                                                    | 4:09,490 | Frederike Leue                                                                   | 4:09,530 |
| K-2 200m  | Tyskland Nicole Reinhardt Fanny Fischer                                      | 39,170   | Slovakien Martina Kohlová Ivana Kmetová                           | 39,356   | Ungern Melinda Patyi Tímea Paksy                                                 | 39,896   |
| K-2 500m  | Ungern Tímea Paksy Dalma Benedek                                             | 1:46,714 | Tyskland Fanny Fischer Nicole Reinhardt                           | 1:47,191 | Polen Monika Borowicz Dorota Kuczkowska                                          | 1:47,984 |
| K-2 1000m | Ungern Danuta Kozák Gabriella Szabó                                          | 3:51,404 | Polen Małgorzata Chojnaczka Ewelina Wojnarowska                   | 3:51,444 | Sverige Emma Andersson Annika Andersson                                          | 3:54,970 |
| K-4 200m  | Tyskland Katrin Wagner-Augustin Maren Knebel Conny Waßmuth Carolin Leonhardt | 37,202   | Ungern Katalin Kovács Tímea Paksy Melinda Patyi Krisztina Fazekas | 37,312   | Sverige Josefin Nordlöw Sofia Paldanius Karin Johansson Anna Karlsson            | 37,892   |
| K-4 500m  | Tyskland Carolin Leonhardt Katrin Wagner-Augustin Maren Knebel Conny Waßmuth | 1:38,553 | Ungern Tímea Paksy Katalin Kovács Krisztina Fazekas Melinda Patyi | 1:40,027 | Polen Sandra Pawelczak Aneta Konieczna Małgorzata Chojnaczka Ewelina Wojnarowska | 1:40,305 |
| K-4 1000m | Ungern Dalma Benedek Alexandra Keresztesi Krisztina Fazekas Tímea Paksy      | 3:27,060 | Tyskland Frederike Leue Marina Schuck Judith Hörmann Gesine Ruge  | 3:29,613 | Italien Alice Fagioli Alessandra Galiotto Fabiana Sgroi Stefania Cicali          | 3:29,726 |